# Ильхан
Ильхан — титул высших правителей у тюркских и монгольских народов. Впервые встречается в источниках как титул Бумына, основателя Тюркского каганата (552 год). Наиболее известные носители — монгольские правители государства Хулагуидов на Среднем Востоке (XIII—XIV вв.).
Титул образован из тюркских слов эль/иль («народ») + хан и буквально означает «правитель народов». Более точное значение зависит от понимания термина эль/иль, который по-разному трактуется различными исследователями.

## Эль/иль
Древнетюркский словарь даёт следующие определения слова эль (el): 1. племенной союз, племенная организация; 2. народ; 3. (у Махмуда Кашгари) государство, административная единица. С. Л. Волиным указаны значения: 1. народ, племя вообще; 2. народ, рассматриваемый как удел, подданные какого-либо лица; подданные, подчинившиеся мирные
 . Понимания термина эль/иль как «государства, народа» придерживались И. Н. Берёзин, В. В. Радлов, В. В. Бартольд, П. М. Мелиоранский, В.Томсен и Ф. Хирт.
По мнению Л. Н. Гумилёва, в эпоху тюркютских завоеваний эль/иль был формой сосуществования орды, как военной организации завоевателей, и племени, как традиционной организации покорённых. Эль/иль, предполагающий насильственное подчинение, противоположен термину кур/гур, обозначающий соглашение племён (ср. гурхан).
С. В. Киселёв, рассматривая историю енисейских кыргызов, не отождествляет эль и народ (bodun). По его мнению, «эль в широком смысле — это организация степной аристократии, возглавляемая каганом кыргызов. Отсюда в будущем разовьётся эль-государство. В узком же значении — это аристократический род того или иного народа „будуна“ — недавнего племени».